# Honeyz
Le Honeyz sono state un girl group britannico, formatosi a Londra nel 1998.

## Storia
Il singolo di debutto Finally Found delle Honeyz, gruppo originariamente composto da  Heavenli Denton, Célena Cherry e Naima Belkhiati, ha raggiunto la 4ª posizione sia della Official Singles Chart che della Irish Singles Chart, entrando in numerose classifiche e alla 3ª posizione nella ARIA Singles Chart. È stato certificato disco d'oro nel Regno Unito e in Svezia e platino in Australia, risultando il 39°, 44° e 22° brano più venduto del 1998 nei rispettivi paesi. È stato seguito da altri quattro singoli di successo, tutti entrati nella top ten in madrepatria, che hanno composto il loro album di debutto Wonder No. 8. Il disco è arrivato alla numero 33 della Official Albums Chart ed ha ricevuto un disco d'oro nel Regno Unito. Nel 1999 Denton ha abbandonato il gruppo, venendo sostituita da Mariama Goodman: la nuova formazione si è esibita dal vivo durante l’estate del medesimo anno. Nel 2000 hanno vinto un Maxim Award e sono state candidate ad un BRIT Award. Dopo l'abbandono di Goodman e il ritorno di Delton, hanno pubblicato due singoli che non hanno eguagliato il successo dei precedenti: si sono così sciolte a dicembre 2001 a causa di problemi con la loro etichetta. Il gruppo da allora si è riunito in due occasioni, nelle quali ha subito vari cambi di formazione: dal 2006 al 2009 si sono esibite insieme mentre nel 2013 hanno preso parte al programma The Big Reunion, a seguito del quale hanno tenuto diversi concerti.

## Discografia

### Album in studio
- 1998 – Wonder No. 8

### Raccolte
- 2006 – The Collection

### Singoli
- 1998 – Finally Found
- 1998 – End of the Line
- 1999 – Love of a Lifetime
- 1999 – Never Let You Down
- 2000 – Won't Take It Lying Down
- 2000 – Not Even Gonna Trip
- 2001 – I Don't Know
- 2001 – Talk to the Hand
- 2015 – Definitely Something